# Beneath the Encasing of Ashes
Beneath the Encasing of Ashes — дебютный студийный альбом американской металкор-группы As I Lay Dying, издан в 2001 году.

## Об альбоме
Многие критики, а также случайные слушатели сравнивают общее звучание этого альбома с звучанием группы Zao. Широко распространено мнение, что группа нашла свой собственный стиль звукового исполнения лишь в более поздних альбомах, таких как Frail Words Collapse и Shadows Are Security.

## Список композиций
| №                   | Название                                | Длительность |
| ------------------- | --------------------------------------- | ------------ |
| 1.                  | «Beneath the Encasing of Ashes»         | 3:03         |
| 2.                  | «Torn Within»                           | 1:46         |
| 3.                  | «Forced to Die»                         | 2:43         |
| 4.                  | «A Breath in the Eyes of Eternity»      | 2:58         |
| 5.                  | «Blood Turned to Tears»                 | 1:38         |
| 6.                  | «The Voices That Betray Me»             | 2:58         |
| 7.                  | «When This World Fades»                 | 2:32         |
| 8.                  | «A Long March»                          | 1:56         |
| 9.                  | «Surrounded»                            | 0:50         |
| 10.                 | «Refined By Your Embrace»               | 1:44         |
| 11.                 | «The Innocence Spilled»                 | 3:36         |
| 12.                 | «Behind Me Lies Another Fallen Soldier» | 4:13         |
| Общая длительность: | Общая длительность:                     | 29:57        |

## Участники записи
- Тим Ламбезис (Tim Lambesis) — вокалист
- Эван Уайт (Evan White) — гитарист (на этом альбоме играл на басу)
- Ноа Чейс (Noah Chase) — бас-гитарист (тур)
- Джордан Мэнкино (Jordan Mancino) — барабанщик
- Нолан Бретт (Nolan Brett) — мастеринг
- Брайнан Коббел (Brian Cobbel) — исполняющий продюсер
- Джефф Форест (Jeff Forest) — звукорежиссёр
- Тим Ламбэзис (Tim Lambesis) v вокалист
- Дэррен Пол (Darren Paul) — дизайн обложки
- Эрик Шайри (Eric Shirey) — исполнительный продюсер
- Джонни Юта (Johnny Utah) — вокалист
- Эван Уайт (Evan White) — продюсер